# Giải bóng đá Vô địch U-19 Quốc gia 2022
Giải bóng đá vô địch U-19 quốc gia 2022 là mùa giải thứ 17 của giải bóng đá U-19 quốc gia do Liên đoàn bóng đá Việt Nam (VFF) tổ chức. Mùa giải này diễn ra theo hai giai đoạn, vòng loại đã diễn ra từ ngày 15 tháng 2 đến 17 tháng 3 năm 2022. Vòng chung kết của giải, gồm 12 đội bóng, được tổ chức tại Hưng Yên từ ngày 22 tháng 3 đến ngày 6 tháng 4 năm 2022.
Câu lạc bộ Hà Nội có lần thứ 6 lên ngôi vô địch sau khi đánh bại Viettel với tỷ số 2–1 trong trận chung kết.

## Vòng loại
Vòng loại diễn ra từ ngày 15 tháng 2 đến ngày 17 tháng 3 năm 2022. Các đội bóng được chia thành 6 bảng thi đấu vòng tròn hai lượt; hai đội xếp nhất nhì mỗi bảng có thành tích tốt nhất sẽ lọt vào vòng chung kết. Trong trường hợp đội chủ nhà vòng chung kết không nằm trong số 12 đội này, sẽ chỉ có 5 đội xếp thứ nhì được dự vòng chung kết.

### Các đội bóng tham gia
- Bảng A: Bình Định, Đắk Lắk, PVF, Viettel, Hải Nam Vĩnh Yên Vĩnh Phúc
- Bảng B: Nam Định, Sông Lam Nghệ An, Học viện Nutifood, Thừa Thiên Huế
- Bảng C: Công An Nhân Dân, Hoàng Anh Gia Lai, Khánh Hòa, Lâm Đồng
- Bảng D: Đà Nẵng, Hưng Yên, Quảng Nam, Đông Á Thanh Hóa
- Bảng E: Becamex Bình Dương, Long An, Thành phố Hồ Chí Minh, Tiền Giang
- Bảng F: An Giang, Bình Phước, Cần Thơ, Đồng Nai, Đồng Tháp, Sài Gòn

## Vòng chung kết

### Vòng bảng

#### Bảng A
| VT | Đội                    | ST | T | H | B | BT | BB | HS | Đ | Giành quyền tham dự    |  | VT  | PVF | HAGL | LA  |
| -- | ---------------------- | -- | - | - | - | -- | -- | -- | - | ---------------------- |  | --- | --- | ---- | --- |
| 1  | U-19 Viettel           | 3  | 3 | 0 | 0 | 4  | 0  | +4 | 9 | Vào vòng chung kết     |  | —   | 1–0 | 1–0  | –   |
| 2  | U-19 PVF               | 3  | 2 | 0 | 1 | 3  | 1  | +2 | 6 | Vào vòng chung kết     |  | –   | —   | 2–0  | 1–0 |
| 3  | U-19 Hoàng Anh Gia Lai | 3  | 1 | 0 | 2 | 3  | 3  | 0  | 3 | Xét vào vòng chung kết |  | –   | –   | —    | –   |
| 4  | U-19 Long An           | 3  | 0 | 0 | 3 | 0  | 6  | −6 | 0 |                        |  | 0–2 | –   | 0–3  | —   |

| U-19 PVF          | 1–0      | U-19 Long An |
| ----------------- | -------- | ------------ |
| Trần Ngọc Sơn 90' | Chi tiết |              |

| U-19 Viettel      | 1–0      | U-19 Hoàng Anh Gia Lai |
| ----------------- | -------- | ---------------------- |
| Nguyễn Văn Tú 21' | Chi tiết |                        |

| U-19 Viettel        | 1–0      | U-19 PVF |
| ------------------- | -------- | -------- |
| Khuất Văn Khang 53' | Chi tiết |          |

| U-19 Long An | 0–3      | U-19 Hoàng Anh Gia Lai                                       |
| ------------ | -------- | ------------------------------------------------------------ |
|              | Chi tiết | Môi Sê 11' · Nguyễn Văn Sơn La 14' · Phạm Ngô Minh Quang 63' |

| U-19 PVF                                     | 2–0      | U-19 Hoàng Anh Gia Lai |
| -------------------------------------------- | -------- | ---------------------- |
| Nguyễn Thanh Nhàn 58' · Trần Vũ Ngọc Tài 76' | Chi tiết |                        |

| U-19 Long An | 0–2      | U-19 Viettel                           |
| ------------ | -------- | -------------------------------------- |
|              | Chi tiết | Đinh Đức Đạt 29' · Trịnh Minh Khôi 87' |

#### Bảng B
| VT | Đội                   | ST | T | H | B | BT | BB | HS | Đ | Giành quyền tham dự    |  | HN  | SLNA | ĐT  | BĐ  |
| -- | --------------------- | -- | - | - | - | -- | -- | -- | - | ---------------------- |  | --- | ---- | --- | --- |
| 1  | U-19 Hà Nội           | 3  | 2 | 1 | 0 | 8  | 1  | +7 | 7 | Vào vòng chung kết     |  | —   | –    | 2–0 | 6–1 |
| 2  | U-19 Sông Lam Nghệ An | 3  | 2 | 1 | 0 | 5  | 2  | +3 | 7 | Vào vòng chung kết     |  | 0–0 | —    | –   | –   |
| 3  | U-19 Đồng Tháp        | 3  | 0 | 1 | 2 | 0  | 3  | −3 | 1 | Xét vào vòng chung kết |  | –   | 0–1  | —   | –   |
| 4  | U-19 Bình Định        | 3  | 0 | 1 | 2 | 3  | 10 | −7 | 1 |                        |  | –   | 2–4  | 0–0 | —   |

| U-19 Hà Nội                                                                                                  | 6–1      | U-19 Bình Định            |
| --- | -------- | ------------------------- |
| Nguyễn Anh Tú 4', 27' · Dương Văn Quyết 9' · Nguyễn Văn Trường 43' · Vũ Văn Sơn 65' · Nguyễn Hà Anh Tuấn 88' | Chi tiết | Nguyễn Hải Chi Nguyện 29' |

| U-19 Đồng Tháp | 0–1      | U-19 Sông Lam Nghệ An |
| -------------- | -------- | --------------------- |
|                | Chi tiết | Phan Huy Hào 16'      |

| U-19 Sông Lam Nghệ An | 0–0      | U-19 Hà Nội |
| --------------------- | -------- | ----------- |
|                       | Chi tiết |             |

| U-19 Bình Định | 0–0      | U-19 Đồng Tháp |
| -------------- | -------- | -------------- |
|                | Chi tiết |                |

| U-19 Bình Định                                   | 2–4      | U-19 Sông Lam Nghệ An                                            |
| ------------------------------------------------ | -------- | ---------------------------------------------------------------- |
| Nguyễn Phú Nhã 32' · Nguyễn Hải Chi Nguyện 45+1' | Chi tiết | Trần Ngọc Dũng 26' · Hồ Văn Cường 44' · Nguyễn Công Huy 48', 65' |

| U-19 Hà Nội                                   | 2–0      | U-19 Đồng Tháp |
| --------------------------------------------- | -------- | -------------- |
| Nguyễn Hà Anh Tuấn 80' · Nguyễn Đức Anh 90+1' | Chi tiết |                |

#### Bảng C
| VT | Đội                    | ST | T | H | B | BT | BB | HS | Đ | Giành quyền tham dự    |  | TH  | HVN | SGFC | BFC |
| -- | ---------------------- | -- | - | - | - | -- | -- | -- | - | ---------------------- |  | --- | --- | ---- | --- |
| 1  | U-19 Thanh Hóa         | 3  | 3 | 0 | 0 | 8  | 4  | +4 | 9 | Vào vòng chung kết     |  | —   | 2–1 | 4–2  | –   |
| 2  | U-19 Học viện Nutifood | 3  | 1 | 1 | 1 | 4  | 3  | +1 | 4 | Vào vòng chung kết     |  | –   | —   | 0–0  | –   |
| 3  | U-19 Sài Gòn           | 3  | 0 | 2 | 1 | 3  | 5  | −2 | 2 | Xét vào vòng chung kết |  | –   | –   | —    | 1–1 |
| 4  | U-19 Bình Dương        | 3  | 0 | 1 | 2 | 3  | 6  | −3 | 1 |                        |  | 1–2 | 1–3 | –    | —   |

| U-19 Học viện Nutifood | 0–0      | U-19 Sài Gòn |
| ---------------------- | -------- | ------------ |
|                        | Chi tiết |              |

| U-19 Bình Dương | 1–2      | U-19 Thanh Hóa                        |
| --------------- | -------- | ------------------------------------- |
| Hoàng Hốn 54'   | Chi tiết | Lê Văn Cường 49' · Nguyễn Ngọc Mỹ 62' |

| U-19 Sài Gòn     | 1–1      | U-19 Bình Dương |
| ---------------- | -------- | --------------- |
| Bùi Văn Bình 68' | Chi tiết | Bùi Vĩ Hào 84'  |

| U-19 Thanh Hóa                        | 2–1      | U-19 Học viện Nutifood |
| ------------------------------------- | -------- | ---------------------- |
| Nguyễn Công Sơn 47' · Hà Châu Phi 65' | Chi tiết | Lê Quang Hiển 55'      |

| U-19 Thanh Hóa                                                                  | 4–2      | U-19 Sài Gòn                                    |
| ------------------------------------------------------------------------------- | -------- | ----------------------------------------------- |
| Hà Minh Đức 11' · Cầm Bá Thành 28' · Nguyễn Văn Tiếp 73' · Nguyễn Ngọc Mỹ 90+1' | Chi tiết | Nguyễn Đặng Minh Giàu 32' · Trần Thành Nhân 44' |

| U-19 Bình Dương       | 1–3      | U-19 Học viện Nutifood                              |
| --------------------- | -------- | --------------------------------------------------- |
| Nguyễn Đăng Huy 25' · | Chi tiết | Lê Quang Hiển 16' · Nguyễn Thái Quốc Cường 56', 68' |

## Vòng đấu loại trực tiếp

### Vòng tứ kết
| U-19 Viettel                             | 2–0      | U-19 Sài Gòn |
| ---------------------------------------- | -------- | ------------ |
| Đặng Tuấn Phong 25' · Đoàn Thế Phong 46' | Chi tiết |              |

| U-19 Hà Nội                               | 1–0      | U-19 Hoàng Anh Gia Lai |
| ----------------------------------------- | -------- | ---------------------- |
| Nguyễn Đức Anh 7' · Nguyễn Anh Tú 52' 89' | Chi tiết |                        |

| U-19 Đông Á Thanh Hóa | 0–0      | U-19 Sông Lam Nghệ An |
| --------------------- | -------- | --------------------- |
|                       | Chi tiết |                       |
| Loạt sút luân lưu     |          |                       |
|                       | 1-2      |                       |

| U-19 PVF          | 1–1      | U-19 Nutifood    |
| ----------------- | -------- | ---------------- |
| Võ Anh Quân 73'   | Chi tiết | Lê Quang Hiển 8' |
| Loạt sút luân lưu |          |                  |
|                   | 5-6      |                  |

### Vòng bán kết
| U-19 Viettel                              | 2–0      | U-19 Sông Lam Nghệ An |
| ----------------------------------------- | -------- | --------------------- |
| - Khuất Văn Khang 37' - Nguyễn Văn Tú 64' | Chi tiết |                       |

| U-19 Hà Nội                                | 3–1      | U-19 Nutifood            |
| ------------------------------------------ | -------- | ------------------------ |
| - Phan Lạc Dương 59', 89' - Vũ Văn Sơn 62' | Chi tiết | - Nguyễn Quốc Việt 45+1' |

### Chung kết
| U-19 Viettel        | 1–2      | U-19 Hà Nội                                    |
| ------------------- | -------- | ---------------------------------------------- |
| - Nguyễn Văn Tú 42' | Chi tiết | - Nguyễn Long Nhật 88' - Nguyễn Văn Trường 90' |

## Tổng kết mùa giải
- Vô địch: U-19 Hà Nội
- Hạng nhì: U-19 Viettel
- Đồng hạng ba: U-19 Học viện Nutifood, U-19 Sông Lam Nghệ An
- Vua phá lưới: Nguyễn Văn Tú (U-19 Viettel) và Lê Quang Hiển (U-19 Học viện Nutifood) – 3 bàn thắng
- Cầu thủ xuất sắc nhất: Vũ Văn Sơn (U-19 Hà Nội)
- Thủ môn xuất sắc nhất: Đoàn Huy Hoàng (U-19 Viettel)